# لشکر یکم سواره‌نظام (ایالات متحده)
لشکر ۱ سواره‌نظام (انگلیسی: 1st Cavalry Division) لشکر ترکیبی نیروی زمینی ایالات متحده آمریکا و تحت امر سپاه سوم زرهی است، که در سال ۱۹۲۱ تأسیس شد. این لشکر در جنگ جهانی دوم، جنگ کره، جنگ ویتنام، جنگ خلیج فارس، جنگ با تروریسم، جنگ عراق و جنگ در افغانستان حضور داشت.
از ژوئیه ۲۰۲۳، لشکر اول سواره نظام تابع سپاه سوم زرهی است و توسط سرلشکر توماس فلتی فرماندهی می‌شود. این واحد از این نظر منحصر به فرد است که در طول حیات خود به عنوان یک لشکر سواره‌نظام، یک لشکر پیاده نظام، یک لشکر حمله هوایی و یک لشکر زرهی خدمت کرده است.